# Darius Rucker
Pour les articles homonymes, voir Rucker.
Darius Rucker, né le 13 mai 1966 à Charleston (Caroline du Sud), s'est fait connaître en tant que chanteur principal et guitariste du groupe Hootie and the Blowfish à partir de 1986. Il sortit un premier album solo en 2002 mais ne connaîtra le succès que 6 ans plus tard à la sortie de son deuxième album solo chez Capitol Records. Son premier single se classe numéro 1. S'ensuivront trois autres singles qui atteindront la plus haute place du classement.

## Biographie
Darius Rucker est né et a grandi à Charleston, en Caroline du Sud, où sa famille est établie depuis plusieurs générations. Sa mère célibataire, Carolyn, qui était infirmière, l'a élevé avec ses cinq frères et sœurs. Selon Rucker, son père était très absent. Il faisait partie d'un groupe de gospel.
Étudiant à l'Université de Caroline du Sud, il fonde avec Mark Bryan le groupe Hootie and the Blowfish en 1986. En 1989, ils seront rejoints par Jim "Soni" Sonefeld et Dean Felber. Avec ce groupe, il enregistrera cinq albums studio.
En 2001, il commence sa carrière solo en sortant un premier album dans un style R'n'B ; The Return of Mongo Slade chez Atlantic Records. En raison de modifications contractuelles, l'album ne sera jamais publié par le label et c'est Hidden Beach Recordings, un label indépendant, qui acquiert les droits et sort l'album en juillet 2002.
En 2008, il signe chez Capitol Records Nashville et commence sa carrière de chanteur country. Son premier single en solo, Don't Think I Don't Think About It (qu'il a coécrit avec Clay Mills) fait ses débuts à la 51e place sur le Billboard Hot Country Songs pour la semaine du 3 mai 2008. Le titre atteindra finalement la première place du classement country en septembre. La chanson est extraite de son deuxième album studio Learn to Live. Pour cet album, Rucker travaille avec Frank Rogers, un producteur de disques qui a également produit Brad Paisley et Trace Adkins. Rucker fait ses premiers pas sur la scène du Grand Ole Opry en juillet 2008.
L'album Learn to Live devient un succès et est certifié disque d'or par la Recording Industry Association of America (RIAA) le 6 février 2009. Il deviendra finalement disque de platine le 7 août 2009. Le deuxième single, It Won't Be Like This for Long, passe trois semaines au top des charts country en 2009. Son single suivant, Alright, deviendra le troisième titre de Rucker à se classer numéro un. Le quatrième single, History in the Making sort en septembre 2009 et atteint la troisième place du classement country. Le 11 novembre 2009, Rucker remporte le prix de la meilleure révélation masculine de l'année de la Country Music Association.
Rucker sort son deuxième album country, intitulé Charleston, SC 1966, le 12 octobre 2010. Le titre de l'album est inspiré par celui du premier album de Radney Foster ; Del Rio, TX 1959. Son premier single, Come Back Song, a été coécrit avec Chris Stapleton et Casey Beathard. Il se classera lui aussi à la première place du classement country ainsi qu'à la 37e place du Hot 100. Le deuxième single de l'album This a été diffusé en radio à partir de novembre 2010.

## Discographie

### Albums
- Back to Then (2002)
- Learn to Live (2008)
- Charleston, SC 1966 (2010)
- True Believers (2013)
- Home for the Holidays (2014) (album de Noël)
- Southern Style (2015)
- When Was The Last Time (2017)

### Singles
- Don't Think I Don't Think About It (2008)
- It Won't Be Like This for Long (2008)
- Alright (2009)
- History in the Making (2009)
- Come Back Song (2010)
- This (2010)